# Деревня пчелосовхоза
Пчелосовхо́за (баш. Умартасылыҡ совхозы) — деревня в Гафурийском районе Республики Башкортостан Российской Федерации. Входит в состав Красноусольского сельсовета. Основана в 1947 в связи с организацией Гафурийского пчелосовхоза Министерства лесной промышленности БАССР как посёлок. В пчелосовхозе было 20 пасек (2861 пчелосемья), подсобное хозяйство, автогараж, конный двор. В зимнее время рабочие совхоза работали на лесоучастках. С 2005 – современный статус.
Живут чуваши (2002). В 1959 учтено 210 человек, в 1979 – 206, в 1989 – 138, в 2002 – 162, в 2010 – 169 человек. Есть фельдшерско-акушерский пункт, церковь (построена в 2014).

## География

### Географическое положение
Расстояние до:
- районного центра (Красноусольский): 14,7[4] км,
- центра сельсовета (Село Курорта): 5,4 км[5],
- ближайшей ж/д станции (Белое Озеро): 46 км[6].

## Население
| 2002 | 2009 | 2010 |
| ---- | ---- | ---- |
| 162  | ↗200 | ↘169 |

### Национальный состав
Согласно переписи 2002 года, преобладающая национальность — чуваши (58 %).

## Религия
В деревне есть православная часовня Пантелеимона Целителя.